# Lista de membros da Royal Society eleitos em 1981
Esta é uma lista de Membros da Royal Society eleitos em 1981.

## Fellow of the Royal Society (FRS)
1. Norman Laurence Franklin  (1924–1986)
2. John Guest Phillips  (1933–1987)
3. Dennis Frederick Evans  (1928–1990)
4. John Adair Barker  (1925–1995)
5. Michael Rex Horne  (1921–2000)
6. Frank Reginald Farmer  (1914–2001)
7. Fred Brown  (1925–2004)
8. Autar Singh Paintal  (1925–2004)
9. David Wheeler  (1927–2004)
10. Sir Ian Alexander McGregor  (1922–2007)
11. Sir Robert Honeycombe  (d. 2007)
12. Sir John McGregor Hill  (d. 2008)
13. Britton Chance  (d. 2010)
14. John Nelder  (d. 2010)
15. Walter Plowright  (d. 2010)
16. Fraser Bergersen  (1929–2011)
17. Wallace Sargent  (1935–2012)
18. Ian Butterworth  (1930–2013)
19. Malcolm Roy Clarke  (1930–2013)
20. Eric Barnard
21. Peter Bradshaw
22. David Maurice Brink
23. Brandon Carter
24. Robert Norman Clayton
25. John Conway
26. Rex Malcolm Chaplin Dawson
27. Christopher Forbes Graham
28. Norman Michael Green
29. Herbert Gutfreund
30. Allan Hay
31. Kenneth Charles Holmes
32. Yuet Wai Kan
33. Robert Langlands
34. Simon Hugh Piper Maddrell
35. Michael John O'Hara
36. Edward Roy Pike
37. Ken Pounds
38. Sir David Allan Rees
39. Colin Bernard Reese
40. Edward Reich
41. Igor Shafarevich
42. John Clayton Taylor
43. James Watson
44. Steven Weinberg